# Laboratoire européen de biologie moléculaire
 (décembre 2018).
Le Laboratoire européen de biologie moléculaire (LEBM, en anglais European Molecular Biology Laboratory ou EMBL, en allemand Europäisches Laboratorium für Molekularbiologie ou ELMB), est une structure internationale de recherche composée de 24 pays ayant pour vocation le développement de recherches en biologie structurale, un champ de recherche capital pour la compréhension des mécanismes biologiques fondamentaux. Il comprend six sites en Europe et le siège est situé à Heidelberg en Allemagne. 
L'analyse des citations de publications scientifiques de janvier 1999 à octobre 2009 effectuée par Thomson Reuters place le laboratoire à la quatrième place mondiale (première en Europe) dans le domaine de la biologie moléculaire et de la génétique.

## Histoire du site de Grenoble
Installée à Grenoble depuis 1975, l'institution a été longtemps dirigée par Fótis Kafátos. Le 13 janvier 2006, le Carl-Ivar Bränden Building d'une superficie de 3 688 m2 est inauguré sur le site afin d'abriter tous les partenaires locaux désireux de fédérer leurs compétences et de créer à Grenoble un centre d’excellence en biologie structurale. L'édifice abrite deux entités complémentaires, l’Institut de virologie moléculaire et structurale (IVMS) et le Partenariat pour la biologie structurale (PSB). Cette seconde structure créée depuis 2002 afin d'étudier des protéines d’intérêt biomédical, dispose de moyens techniques considérables apportés par des partenaires prestigieux comme l'European Synchrotron Radiation Facility, l'Institut Laue-Langevin, l'Institut de biologie structurale et le Laboratoire européen de biologie moléculaire , devenant un pôle d’excellence en biologie structurale, unique au monde. En 2015, le Laboratoire européen de biologie moléculaire rassemble 21 pays membres et deux membres associés.
La présence d'autres organismes internationaux de recherche sur le site du polygone scientifique de Grenoble a également permis au laboratoire européen de biologie moléculaire de participer à la création en 2010 de l'European Photon and Neutron Science Campus, composé de l'Institut Laue-Langevin de l'European Synchrotron Radiation Facility et de l'Institut de biologie structurale.
Le 26 juin 2009, le site grenoblois du laboratoire crée une unité mixte internationale en partenariat avec le CNRS et l'université de Grenoble afin de poursuivre ses recherches en biologie structurale et moléculaire. Cette unité porte le nom de Biologie structurale des interactions entre virus et cellule hôte.
Le 10 novembre 2017, avec l'inauguration à l'ESRF voisin du cryo-microscope le plus performant au monde en termes de résolution, le LEBM dispose d'un outil capable d'étudier des molécules encore difficilement observables jusqu'alors et qui permettra de trouver des solutions contre les épidémies humaines.

## Partenariat

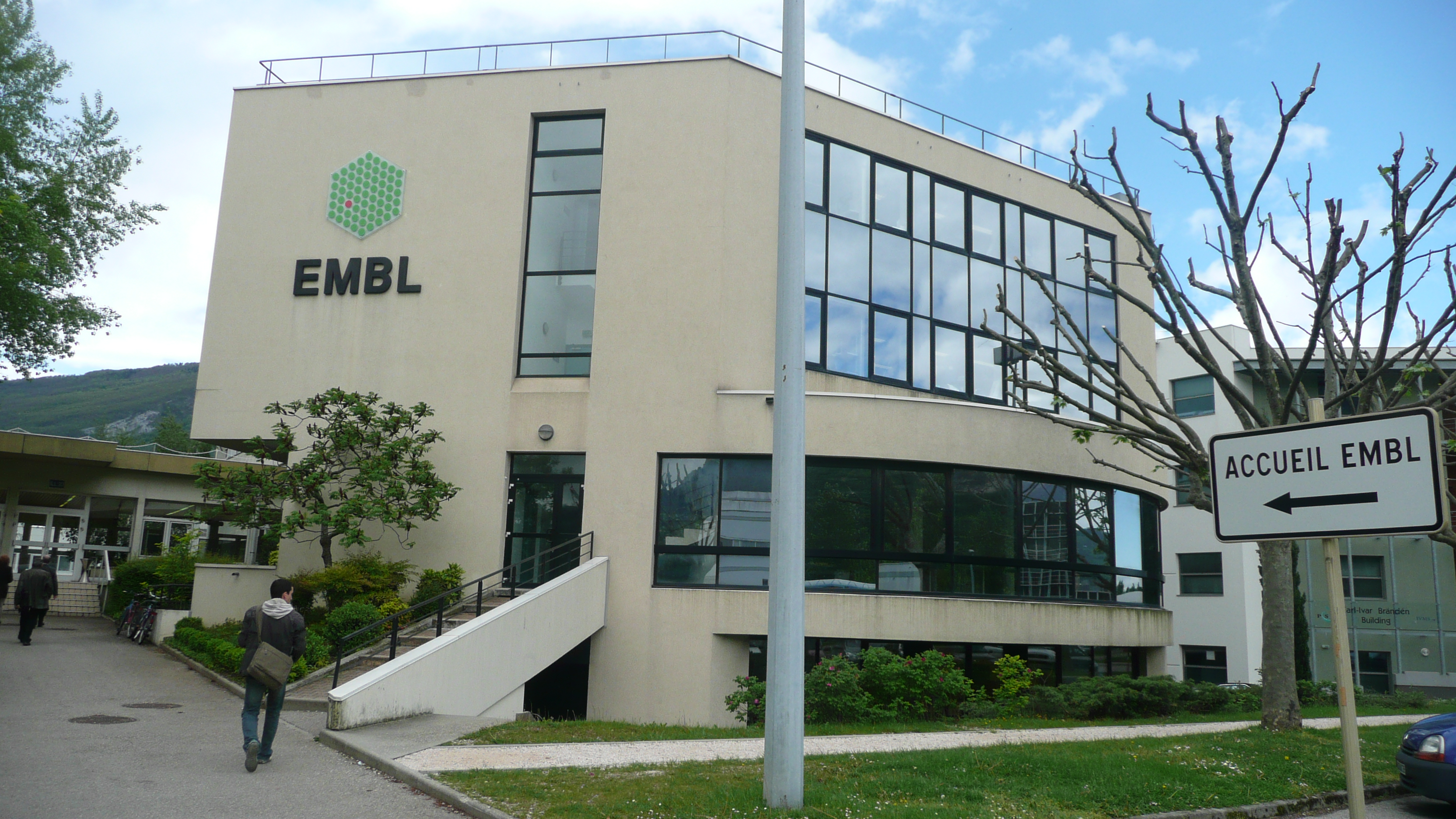
Site du Laboratoire de Grenoble.

EIROforum, est un partenariat créé en 2002 qui regroupe sept grands instituts de recherche européens : l'Organisation européenne pour la recherche nucléaire (CERN), Joint European Torus (EFDA-JET), le Laboratoire européen de biologie moléculaire (LEBM), l'Agence spatiale européenne (ESA), l'Observatoire européen austral (ESO), l'European Synchrotron Radiation Facility (ESRF), le projet européen de Grand Laser à électrons libres (XFEL), et l'Institut Laue-Langevin (ILL).

## Localisations en Europe
Le laboratoire est réparti sur six sites en Europe : Grenoble (France), Hambourg et Heidelberg (Allemagne), Monterotondo (Italie), Hinxton (Grande-Bretagne) et depuis décembre 2016 Barcelone (Espagne).

## États membres
À la création du laboratoire en 1974, dix pays étaient adhérents à cette organisation internationale, mais en 2003, face à l'ampleur des besoins de recherche, l'organisation créa un nouveau statut de membre associé. En 2018, les pays membres du laboratoire européen de biologie moléculaire sont au nombre de 24, auxquels s'ajoutent deux membres associés et deux membres ayant une perspective d'adhésion. 
Les États membres sont :
- Allemagne
- Autriche
- Belgique
- Croatie
- Danemark
- Espagne
- Finlande
- France
- Grèce
- Hongrie
- Irlande
- Islande
- Israël
- Italie
- Luxembourg
- Monténégro (2018)
- Norvège
- Pays-Bas
- Portugal
- République tchèque
- Royaume-Uni
- Slovaquie (2018)
- Suède
- Suisse

Ils sont rejoints par des états membres associés scientifiques n'ayant pas de droit de vote et une contribution financière réduite:
- Argentine
- Australie

Deux États ont une perspective d'adhésion au laboratoire après trois années:
- Lituanie
- Pologne